# Diachrysia scintillans
Diachrysia scintillans är en fjärilsart som beskrevs av Schultz 1907. Diachrysia scintillans ingår i släktet Diachrysia och familjen nattflyn. Inga underarter finns listade i Catalogue of Life.